# Dorcadion cineriferum
Dorcadion cineriferum là một loài bọ cánh cứng trong họ Cerambycidae.